# Набиль Мбомбо Нджоя
Мухаммад-Набиль Мфорифум Мбомбо-Нджоя (фр. Ibrahim Mbombo Njoya; 9 августа 1993, Фумбан) — султан и король Бамумов Камеруна, политик Камеруна.

## Биография
Сын султана Ибрагима Мбомбо-Нджоя. Получил среднее образование получил в Школе Святого Иоанна.
Получил три высших образования, закончив Университете Яунде в Соа, затем окончил Энам и Университет Сент-Джонс в 2015 году по специальности гражданский администратор Южного региона
С 25 февраля 2020 года по 10 октября 2021 года был заведующим отделом правовых дел службы губернатора Южного округа.
Его отец, король Ибрагима Мбомбо-Нджоя умер 27 сентября 2021 года, а 10 октября 2021 года Мухаммад-Набиль был возведен на престол Султана и короля Бамуна.